# バーテンダー6stp
『バーテンダー6stp』（バーテンダーシックスステップ）は、原作：城アラキ、作画：加治佐修による日本の漫画作品。『グランドジャンプPREMIUM』（集英社）にて、2016年9月号（2016年8月24日発売）から2018年11月号まで連載した後、同誌がリニューアルした『グランドジャンプむちゃ』に移籍して2019年1月号（2018年12月発売）から2020年1月号（2019年12月発売）まで連載された。 
『バーテンダー à Tokyo』の直接の続編であり、城アラキ原作の『バーテンダー』の「第4章」であるとされている。そして『バーテンダー』シリーズの完結編でもある。
タイトルの「6stp」は舞台となるBar紐育のバーカウンターの内側の広さ、6歩分の広さのことであることが作中で語られている。

## あらすじ
酒井俊は就職せずに世界各地を旅して回った。日本に戻った俊は銀座の路上で行き倒れてしまう。俊が倒れていたのはBar紐育の入っているビルの前だったことから、オーナー・バーテンダーを務める佐島蓮に助けられる。働き口を探していた俊は、同じビルに入っているバー・エルメホールのオーナー・バーテンダ久間の薦めもあって、見習いバーテンダーとしてBar紐育で働き始める。
やがて、俊はBar紐育を独りで任されるようになり、バーとは、バーテンダーとは何かと悩みながら、店を切り盛りして行く。

## 主な登場人物
酒井 俊（さかい しゅん）
佐島 蓮（さじま れん）
Bar紐育のオーナー・バーテンダー。前作からの登場人物。
久保礼子（前作からの登場人物）から依頼され久保の所有するレストラン「シュヴァリエ」内のバーに立つため、月の半分ほどはBar紐育を酒井一人に任せる。
守谷 昭雄（もりや あきお）
バー守谷のオーナー・バーテンダー。佐島の師匠にあたり、俊にも指導を行う。前作からの登場人物。
澄田 麻紀（すみた まき）
Bar紐育と同じビルに店を構えるバー・エルメホールの女性バーテンダー。前作からの登場人物。
酒には強い。
カクテルコンペティションで優勝することが目標。
坂上 純（さかがみ じゅん）
俊の幼馴染で高校まで同一クラスにして出席番号一番違い。現在は、大学の医学部に在籍し、医師国家試験合格を目指している。俊は日本に帰ってきて以来、純の部屋に居候中。
Bar紐育の常連客になり、カウンター席の端にいることが多い。麻紀に恋愛感情を抱いており、たまに食事などに誘っている。酒にはそれほど強くなく、麻紀との食事前に飲んだマティーニ1杯で食事中には体調を崩すほど。
俊の父親は川で溺れた純を救うために命を落としていて、純が医師を目指す動機ともなっている。
桂木 結（かつらぎ ゆい）
俊と純の高校時代の同級生の女性。高校時代は卓球部の主将を務めていたため、俊からは「キャプテン」と呼ばれている。
商社務めだったが不倫が元で辞め、自殺も考えていたが、俊と再会し、説得されたことで考え直す。その後、Bar紐育の常連客となる。
立山 風狂（たてやま ふうきょう）
落語家。Bar紐育の常連客。楽々（らくらく）という弟子がいて、いっしょに来店していることも多い。前作からの登場人物。
以前の作品の登場人物のその後が描かれている。
バーテンダーの登場人物
来島美和
佐々倉溜と結婚し、佐々倉姓となっている。一子を設け、来島興産の会長職に就いている。
川上京子
新宿・歌舞伎町の「North Wind」だった場所でバー「North River」を営む。「North Wind」の北方は心筋梗塞のため店内で死亡。また、バー「Hell's Arms」の金城ユリは沖縄に戻ってオーナーバーテンダーとなっていることが川上の口から語られる。
バーテンダー à Parisの登場人物
サラ
東京に戻る前の俊がパリに居たときに「ラ・セーヌ」で読んでいた日本の雑誌に蓮の記事が掲載されていたことで行方を知り、単独で日本に渡ってくる。蓮には会わず、日本のブライダルホールの外国人スタッフとして働いていた（桂木もそこでウエディングコンサルタントとして働いている）。
蓮の働く「シュヴァリエ」内のバーで再会を果たす。

## 書誌情報
- 原作：城アラキ、漫画：加治佐修 『バーテンダー6stp』 集英社〈ヤングジャンプ コミックス〉、全4巻
  1. 2017年3月17日発売、ISBN 978-4-08-890601-0
  2. 2018年2月19日発売、ISBN 978-4-08-890867-0
  3. 2019年2月19日発売、ISBN 978-4-08-891222-6
  4. 2020年2月19日発売、ISBN 978-4-08-891558-6